# Lactarius fuscomarginatus
Lactarius fuscomarginatus é um fungo que pertence ao gênero de cogumelos Lactarius na ordem Russulales. Encontrado no México, foi descrito cientificamente por Montoya, Bandala, Haug e Stubbe em 2012.